# Partij voor Zeeland
Partij voor Zeeland (PvZ) is een provinciale politieke partij in de Nederlandse provincie Zeeland. De partij is in die provincie vertegenwoordigd in de Provinciale Staten, en in het waterschap Scheldestromen, dat de gehele provincie beslaat. De partij is lid van de Onafhankelijke Politiek Nederland (OPNL).

## Geschiedenis
De PvZ is opgericht op 4 september 1998. Het is in feite een voortzetting van de Zeeuws-Vlaamse Volkspartij (ZVP), nadat die door Rinus Stoffels, een oud-CDA-raadslid uit Veere, voor 100.000 gulden was opgekocht. Met Stoffels als lijsttrekker haalde de PvZ bij de Provinciale Statenverkiezingen van 1999 vier zetels. Fractievoorzitter werd Jean-Paul Hageman, een van de oprichters van de ZVP. Vanaf de Provinciale Statenverkiezingen van 2003 stond de partij op twee zetels.
Bij de Provinciale Statenverkiezingen van 2015 verloor de partij één zetel, die bij de Provinciale Statenverkiezingen van 2019 weer werd teruggewonnen. In december 2020 stapte Statenlid Eelco van Hoecke over van Forum voor Democratie naar Partij voor Zeeland, waarmee de laatste partij drie zetels bezat in de Provinciale Statenfractie.

## Verkiezingen
De partij heeft bij verschillende verkiezingen de volgende zetelaantallen behaald:
| Jaar | Stemmen | %     | Zetels |
| ---- | ------- | ----- | ------ |
| 1999 | 10.813  | 8,04% | 4 / 47 |
| 2003 | 7.979   | 5,54% | 2 / 47 |
| 2007 | 10.402  | 6,92% | 2 / 39 |
| 2011 | 9.456   | 5,57% | 2 / 39 |
| 2015 | 5.787   | 3,85% | 1 / 39 |
| 2019 | 10.619  | 6,21% | 2 / 39 |
| 2023 | 8.458   | 4,63% | 2 / 39 |

| Jaar                        | Stemmen | %      | Zetels |
| --------------------------- | ------- | ------ | ------ |
| Waterschap Zeeuwse Eilanden |         |        |        |
| 2008                        | 7.334   | 12,04% | 2 / 30 |
| Waterschap Scheldestromen   |         |        |        |
| 2010                        | 10.914  | 10,99% | 2 / 30 |
| 2015                        | 16.491  | 11,43% | 3 / 30 |
| 2019                        | 26.102  | 15,65% | 4 / 30 |
| 2023                        | 24.949  | 13,73% | 4 / 30 |